# Budushi
Budushi ist ein Verwaltungsbezirk (englisch Ward) des Distrikts Nzega (DC) in der tansanischen Region Tabora.

## Geografie
Budushi ist ein ländlicher Bezirk im westlichen Teil des zentralen Hochlands von Tansania, etwa 65 Kilometer Luftlinie südlich der Distrikthauptstadt Nzega und 60 Kilometer nordöstlich der Regionshauptstadt Tabora. Bei der Volkszählung 2022 lebten 9798 Menschen in 1276 Haushalten auf einer Fläche von 136 Quadratkilometern.

Der Bezirk grenzt im Osten an den Distrikt Igunga, im Südosten und Südwesten den Distrikt Uyui und sonst an zwei Bezirke des Distrikts Nzega (DC):
| Ndala        |                                             | Tongi   |
|              | Kompassrose, die auf Nachbargemeinden zeigt | Uswaya  |
| Ibelamilundi |                                             | Lutende |

## Gliederung
Der Bezirk besteht aus zwei Gemeinden (swahili Mtaa) mit 17 Orten (Kitongoji):
| Budushi - Mkoroshoni - Bugweda - Utusini - Uswahilini - Bombani - Usukumani - Uchenga - Mkolani - Kaguwa | Iyombo Itima - Ntibu - Ntoba - Manoku A - Manoku B - Ukongolo - Iyombo Kati - Isukamahela - Inara |

## Infrastruktur
- Bildung: Die Budushi Secondary School ist eine staatliche weiterführende Tagesschule, die Jugendliche bis zur 4. Stufe ausbildet.[8]
- Gesundheit: In Budushi befindet sich eine staatliche Apotheke.[9]